# Стеллерова черноголовая голубая сойка
Стеллерова черноголовая голубая сойка (лат. Cyanocitta stelleri) — певчая птица из семейства врановых (Corvidae). Выделяют 13 подвидов. Распространены в Северной Америке. Видовое название дано в честь немецкого натуралиста Георга Вильгельма Стеллера (1709—1746). Символ Британской Колумбии.

## Описание
Стеллерова черноголовая голубая сойка достигает длины 30—34 см и массы от 100 до 140 г. Клюв длиннее и тоньше, а хохол больше чем у голубой сойки. Оперение на голове, горле, груди и верхней части спины чёрное, брюхо, нижняя часть спины, хвост и крылья тёмно-синие. На лбу имеются белые полосы, у некоторых птиц — белые брови. На маховых перьях и хвосте имеются более тёмные поперечные полосы. Внешний вид птицы меняется в области распространения. В то время как на севере голова буро-чёрного цвета, ближе к югу она становится более синеватого цвета.

## Распространение
Стеллерова черноголовая голубая сойка населяет лесистые горные склоны и светлые сосновые рощи на западе Америки от Аляски до Калифорнии и в Центральной Америке. Зимой птиц можно встретить также на равнине.

## Образ жизни
Свою добычу — беспозвоночных, мышей, крысят, яйца и птенцов — сойка ищет на земле или на деревьях. Растительный корм, такой как семена, орехи, ягоды, плоды и стебли кактусов, жёлуди и семена хвойных деревьев, запасается на зиму. Как и другие врановые птицы сойка может держать корм ногой и долбить клювом. Клюв используется также для копания и отрывания рыхлой коры. Птицы живут парами и семьями, объединяясь при наличии хорошей кормовой базы в большие стаи численностью более 10 птиц.

## Размножение
Чашеобразное гнездо строит из веток, листьев, мха и тины на горизонтальной ветви у ствола дерева. В кладке от 2 до 6 яиц светлого зеленовато-синего цвета с коричневыми или оливкового цвета пятнами. Высиживает преимущественно самка от 17 до 18 дней. В возрасте 3-х недель молодые птицы становятся самостоятельными. Там, где ареал вида перекрывается с ареалом голубой сойки, как например в Колорадо, можно наблюдать гибридные формы.